# جبل شيف
{{ص.م جبل
| الارتفاع متر = 9085
| خريطة طبوغرافية = Montana#USA
| الإحداثيات = جبل شيف (9,085 قدم (2,769 م)) جبل في ولاية مونتانا الأمريكية على الحدود الشرقية للحديقة الوطنية الجليدية ومحمية بلاكفيت الهندية.  الجبل هو أحد أبرز القمم والتكوينات الصخرية على طول روكي ماونتن فرونت، الذي هو صدع الدسر بطول 200 ميل (320 كـم)، معروف باسم دسر لويس الفوقي، والذي يمتد من وسط مونتانا إلى جنوب ألبرتا، كندا.

## القمة
يمكن رؤية الذروة بسهولة من مونتانا وألبرتا نظرًا للارتفاع السريع 5,000 قدم (1,500 م) فوق السهول الكبرى التي تقع مباشرة شرق الجبل.
جبل شيف مثال على الكليبي. وهو يتألف من كتلة من الدهر ما قبل الكامبري التي تقع مباشرة فوق كتلة الطفل الصفحي الرمادي من العصر الطباشيري أصغر منها بكثير. صخور ما قبل الكمبري ذات ال 600 مليون سنة أكبر ب 400 إلى 500 مليون سنة من صخور العصر الطباشيري في قاعدة الجبل. 
تم العثور على وجود طبقة أقدم من الصخور متجاورة على قمة صخور الطابق السفلي الأصغر سنا في بعض الأحيان في صدع الدسر وهي شائعة على طول دسر لويس الفوقي التي تمتد من وسط مونتانا إلى أقصى جنوب ألبرتا. تمت إزالة الجزء المحيط من فريش الدسر عن طريق التآكل تاركًا وراءه هذا الجبل وبعض الكتل المعزولة الأخرى من صخور دهر الطلائع. 

## أسماء مختلفة
لقد كان جبل شيف جبلًا مقدسًا لقبائل أمريكا الأصلية لمئات السنين. سمى شعب القدم السوداء (Blackfoot) الجبل ب Nínaiistáko.  شاهد المستكشفون البيض الجبل في أواخر القرن الثامن عشر وكان يُعرف باسم قمة الملوك "Kings Peak" على الخرائط التي تم إنتاجها في المملكة المتحدة عام 1795. تم تغيير الاسم في أواخر القرن التاسع عشر انعكاسًا لتسمية القدم السوداء للجبل الذي كان «الرئيس الكبير». عندما تم إنشاء متنزه الحديقة الوطنية الجليدية في عام 1910، كانت القمة وأبرز المنحدرات الشرقية للجبل موجودة داخل المتنزه، تاركة فقط المنحدرات السفلية ضمن اختصاص الأقدام السوداء.
لا يزال جبل الجبل مقدسًا للعديد من شعوب الأمم الأولى من الولايات المتحدة وكندا. يسافر المواطنون من جميع أنحاء أمريكا الشمالية إلى قاعدة الجبل لحضور احتفالات العشب الحلو، ووضع أعلام الصلاة وغيرها من الطقوس الدينية. في أوائل القرن العشرين، عندما وصل المستوطنون البيض إلى المنطقة، لاحظوا مواقع الدفن المحلية المنتشرة على طول قاعدة الجبل. لدى شيوخ من فرقة سيكسيكا الجنوبية في ألبرتا (حيث ينحدر رئيسهم الكبير) وغيرها من مجموعات الأمم الأولى تقاليد شفهية بأنه قرب نهاية الأيام، سيظهر إله أبيض عظيم من أعلى جبل شيف وعند مغادرته، سوف ينهار الجبل ويدمر. 

## التسلق
الوجه الشرقي للجبل يرتفع رأسيا بأكثر من 1,500 قدم (460 م) وأسهل طريق في هذا القسم هو من تصنيف الفئة 4 من قبل متسلقي الجبال. الصخور أيضًا رسوبية في المقام الأول وتوفر نقاط تثبيت ضعيفة، والتي بدورها عاملاً مساهماً في تقييم الصعوبة. تسلق هنري ستيمسون واثنين من المستكشفين الآخرين، بما في ذلك هندي من الأقدام السوداء، الوجه الشرقي الصعب في 8 سبتمبر 1892، وهذا هو أول صعود معروف من قبل المستكشفين البيض. عند القمة، لاحظت فرقة ستيمسون بقايا احتفالية تحتوي على جماجم البيسون التي تركها الأمريكيون الأصليون وراءهم. لم ينجح تسلق إلى القمة من الوجه الشرقي مرة أخرى حتى عام 1951. على الرغم من أنه يمكن الصعود إلى القمة من خلال الاقتراب من الغرب، فإن الوصول إليها أسهل من الشرق، وقد تصدرت قبيلة الأقدام السوداء تصاريح الدخول لعبور الأراضي المحجوزة. هذه المنطقة بأكملها مقدسة لدى الأميركيين الأصليين من الأقدام السوداء.  تتوفر لدى زوار مراكز إدارة المتنزهات الوطنية في سانت ماري وماني غلاسيي معلومات إضافية متاحة.